# Gunung Timanggetah
Gunung Timanggetah är ett berg i Indonesien.   Det ligger i provinsen Aceh, i den västra delen av landet, 1 600 km nordväst om huvudstaden Jakarta. Toppen på Gunung Timanggetah är 1 392 meter över havet, eller 129 meter över den omgivande terrängen. Bredden vid basen är 2,9 km.
Terrängen runt Gunung Timanggetah är kuperad åt nordost, men åt sydväst är den bergig.Runt Gunung Timanggetah är det mycket glesbefolkat, med 7 invånare per kvadratkilometer. I omgivningarna runt Gunung Timanggetah växer i huvudsak städsegrön lövskog.